# Шапаев, Фёдор Васильевич
Фёдор Васи́льевич Шапа́ев (16 апреля 1927, Покой, Сердобский уезд, Саратовская губерния, Российская империя — 17 августа 2018, Орудьево, Московская область) — советский и российский живописец; заслуженный художник РСФСР (1980), член Союза художников СССР.

## Биография
Родился 16 апреля 1927 года в деревне Покой Саратовской губернии (ныне с. Зеленовка Сердобского района Пензенской области).
С 1944 по 1949 год учился в Ивановском художественном училище (учился вместе с И. В. Бесчастновым). В 1949 году поступил на отделение станковой живописи в Московский художественный институт имени В. И. Сурикова (мастерская Г. Г. Ряжского, К. М. Максимова, В. Н. Гаврилова).
С 1950-х годов жил и работал в посёлке Орудьево Дмитровского района Московской области. Член Союза художников России (1960). В 1980 году присвоено звание заслуженного художника РСФСР.
Неоднократно избирался членом правления, членом президиума правления МООСХ, членом ревизионной комиссии МООСХ, секретарем, членом бюро творческой группы Дмитровской ХПМ, назначался членом художественных советов МООХФ, руководил изостудией.
Награждён орденом «Знак Почета» (1986), медалью «За доблестный труд» (1970), Дипломом I степени Министерства культуры РСФСР (1957).

## Творчество
Постоянный участник художественных выставок с 1951 года:
Групповые выставки
- 1951 — выставка работ студентов Московского государственного художественного института им. В. И. Сурикова в Тбилиси,
- 1953 — республиканская выставка,
- 1955 — всесоюзная выставка дипломных работ студентов художественных вузов страны,
- 1957 — республиканская выставка, посвященная 40-летию Советской власти,
- 1957 — всесоюзная выставка, посвященная 40-летию Октября,
- республиканские выставки «Советская Россия» (1960, 1965, 1970, 1975, 1985),
- зональные выставки «В едином строю» (1964, 1967),
- 1969 — «Центр. Северные области»,
- 1974 — «Художники центральных областей России»,
- «Подмосковье» (1980, 1984, 1990),
- 1984 — всесоюзная выставка «Земля и люди»,
- 1987 — всесоюзная выставка «Страна Советов»,
- 1988 — всесоюзная выставка «На страже завоеваний социализма»,
- 1966 — республиканская выставка посвященная 25-летию разгрома немцев под Москвой,
- 1968 — выставка произведений художников Подмосковья в Чехословакии,
- 1974 — выставка произведений художников Подмосковья в Болгарии,
- 1968 — областная юбилейная выставка «Подмосковье мое», посвященная 20-летию МООСХ,
- 1972 — областная юбилейная выставка. посвященная 25-летию МООСХ,
- 1996 — областная юбилейная выставка «50 лет МООСХ»,
- 2000 — всероссийская выставка «Имени Твоему», посвященная 2000-летию Рождества Христова.

Персональные выставки
- 1967, 1972, 1977, 1987, 1997, 2005, 2012.

Основные работы: «Вдали от Родины», «Косцы», «Портрет доярки У. И. Портновой», «Сельский почтальон», «Колхозный электрик», «Уголок русской избы», «Портрет сына», «Пастух Степан», «Скульптор Канделаки», «Портрет художника К. П. Жильцова», «Столяр», «Автопортрет», «Портрет матери», «Портрет жены», «Портрет отца», «Птичница К. И. Кузьмина», «Ира с цветами», «Тетя Паша Грачева», «Курсант Алеша», «Портрет В. А. Дробышевского», «Абрамцево», «Зимой», «Художник М. А. Кузнецов», «Март», «Розы». «Народный артист РСФСР Е. В. Сперанский», натюрморт «Завтрак косцов», «Капитан 1 ранга А. Ф. Чекменов».
Работы находятся в Архангельском музее изобразительных искусств, Северо-Осетинском художественном музее им. Туганова (Орджоникидзе), Дмитровском краеведческом музее, Серпуховском историко-художественном музее, в Воронежском музее изобразительных искусств, Андижанском музее (Узбекистан), Рыбинском историко-художественном музее, Переславль-Залесском историко-художественном музее, музее Приаргунского колхоза им. Лазо (Читинская область), приобретены Дирекцией художественных выставок Союза художников России, управлениями культуры Московской области и Тулы, а также в частных коллекциях в России, США, Великобритании, Исландии, Турции, Италии, Чехии, Словении, Югославии, Франции, Германии.